# 日本醫療大學
42°58′17.4″N 141°25′50″E / 42.971500°N 141.43056°E
日本醫療大學（日语：日本医療大学）是位於日本北海道札幌市清田區真榮的一所私立大學，前身為專門學校日本福祉學院，2014年正式成為大學，目前擁有一個學部三個學科。

## 概要
學校法人日本醫療大學創立的四年制大學。學校設有保健醫療學部，學部包含診療放射線學科、看護學科、復健學科（作業療法學專攻、理學療法學專攻）。

## 沿革
- 1989年 - 日本福祉學院綜合福祉科開校
- 1990年 - 改制為專門學校日本福祉學院
- 1992年 - 設立綜合社工科
- 1993年 - 設立「學校法人對馬紀念學園」
- 1994年 - 設立社會福祉士通信課程
- 2003年 - 設立精神保健福祉士短期通信科、社會福祉士科（夜間）
- 2009年 - 設立精神保健福祉士一般通信科、社會福祉士科（1年通學制）
- 2013年 - 「學校法人對馬紀念學園」改名為「學校法人日本醫療大學」
- 2014年 - 成立日本醫療大學保健醫療學部看護學科
- 2015年 - 與日本福祉復健學院（日语：専門学校日本福祉リハビリテーション学院）合流，設立保健醫療學部復健學科
- 2016年 - 與日本福祉看護及診療放射線學院合流，設立保健醫療學部診療放射線學科

## 基本資料

### 組織
- 保健醫療學部
  - 看護學科
  - 復健學科
    - 理學療法學專攻
    - 作業療法學專攻

  - 診療放射線學科

### 設施
- 真榮校區（北海道札幌市清田區真榮434-1）
  - 真榮校區位在教育、醫療、福祉為一體的「安徒生福祉村」內
- 惠野校區（北海道惠庭市惠野西6丁目17-3）

## 相關人物
- 島本和明（日语：島本和明） - 現任總長、札幌醫科大學名譽教授
- 傳野隆一（日语：傳野隆一） - 現任學長、札幌醫科大學名譽教授

## 交通
- 札幌市營地下鐵東豐線福住站、東西線大谷地站、新札幌站接駁校車運行

## 外部連結
- 日本医療大学 （页面存档备份，存于） （日語）